# Campionati asiatici di nuoto
I campionati asiatici di nuoto sono una competizione di sport acquatici riservata a nazioni asiatiche che si tiene ogni quattro anni. La prima edizione fu disputata nel 1980, l'ultima nel 2016.
La manifestazione è organizzata dalla AASF. Le gare si svolgono sempre in vasca lunga (50 m).

## Edizioni
| Anno | Edizione | Sede      | Paese               | Periodo              |
| ---- | -------- | --------- | ------------------- | -------------------- |
| 1980 | I        | Dacca     | Bangladesh          | 4-? giugno           |
| 1984 | II       | Seul      | Corea del Sud       | 28 maggio - 5 giugno |
| 1988 | III      | Canton    | Cina                | 2-12 aprile          |
| 1992 | IV       | Hiroshima | Giappone            |                      |
| 1996 | V        | Bangkok   | Thailandia          | 12-15 aprile         |
| 2000 | VI       | Pusan     | Corea del Sud       | 28 marzo - 2 aprile  |
| 2006 | VII      | Singapore | Singapore           | 5-10 marzo           |
| 2009 | VIII     | Foshan    | Cina                | 25-28 novembre       |
| 2012 | IX       | Dubai     | Emirati Arabi Uniti | 15-25 novembre       |
| 2016 | X        | Tokyo     | Giappone            | 14-20 novembre       |
| 2023 | XI       | Capas     | Filippine           |                      |